# Памятник погибшим (Страсбург)
Памятник погибшим (фр. Monument aux morts) — памятник, расположенный на площади Республики в Страсбурге — главном городе исторического региона Эльзас, административном центре региона Гранд-Эст и департамента Нижний Рейн на востоке Франции.
Памятник был открыт в 1936 году в память о сынах города, погибших во время Первой мировой войны, которая длилась с 1914 по 1918 год; людские потери в той войне составили более восьми миллионов убитыми и шесть миллионов инвалидов.
Памятник был открыт в воскресенье, 18 октября 1936 года президентом Франции Альбером Лебреном. На памятнике высечена единственная надпись — «нашим павшим» («À nos morts»), без упоминания конкретной страны. Регион Эльзас был в эпицентре войны, и его жители погибали, воюя и на немецкой, и на французской стороне.

## Описание
В память о погибших солдатах была высечена пьета, представляющая мать (символизирующую город Страсбург), держащую на коленях двух своих умирающих взрослых детей. Один немецкий ребёнок и другой французский, оба без униформы, чтобы не отличить их. Они оба сражались и погибли, но прежде чем умереть, они взялись за руки и в таком положении, держа друг друга за руку — умерли, устремив свои взоры в разные стороны, один в сторону Германии, другой — Франции.

## История создания
Идея создания памятника павшим в войне принадлежала члену консультативного комитета Эльзаса-Лотарингии и бывшему некогда члену Высшего совета Эльзаса-Лотарингии Генри Леви. По его инициативе в 1936 году был создан комитет, собирающий средства для возведения мемориала на площади Республики в Страсбурге. На заседании городского совета Страсбурга во главе с Шарлем Фреем 15 Апреля 1936 года было утверждено строительство мемориала. Во вторник, 9 июня 1936 года, было опубликовано обращение к гражданам о сборе средств на строительство городского мемориала. Комитет по созданию мемориала призвал к щедрости общества, обратившись ко всем, для кого жертвы войны были близки, с просьбой внести свою лепту для города и памяти его погибших сыновей. Средства на строительство памятника были собраны за счёт частных пожертвований. Люди жертвовали различные суммы, от 10 франков до 50 000 франков. Поимённый список всех пожертвовавших деньги был впоследствии опубликован.
Скульптура была создана Леоном-Эрнестом Дривьером (фр. Léon-Ernest Drivier, 1878—1951), в стиле Огюста Родена.